# Saturn V-C
Il Saturn V-C era un razzo simile al Saturn V-B, studiato nello stesso anno, ad eccezione del fatto che faceva ricorso ad un terzo stadio S-IVB per trasportare il carico utile in un'orbita più alta. Uno quarto stadio Centaur era facoltativo per le missioni nello spazio.